# Venusia yasudai
Venusia yasudai là một loài bướm đêm trong họ Geometridae.